# Duca
Adrualdo Barroso da Silva, conocido como Duca (nacido el 4 de mayo de 1934 en Río de Janeiro, Brasil) es un ex-futbolista brasileño. Jugaba de delantero y su primer club fue el Flamengo.

## Carrera
Comenzó su carrera en 1953 jugando para el Flamengo. Jugó para ese club hasta 1958. En ese año se fue a España para formar parte de las filas del Real Zaragoza, en donde estuvo hasta 1965. En ese año se fue al RCD Mallorca. Se retiró del equipo en 1966.

## Clubes
| Club          | País   | Año       |
| ------------- | ------ | --------- |
| Flamengo      | Brasil | 1955-1958 |
| Real Zaragoza | España | 1958-1965 |
| RCD Mallorca  | España | 1965-1966 |